# Conny Berglind
Ingemar Conny Berglind, född 30 september 1960 i Köping, död 16 januari 1993 i Maria Magdalena församling i Stockholm, var en svensk dansare och dragshowartist samt medlem i dragshow-gruppen After Dark tillsammans med enäggstvillingen Kent Berglind.
Conny Berglind är gravsatt i minneslunden på Maria Magdalena kyrkogård i Stockholm.

## Medverkan i shower
- 1981 – After Dark på nya äventyr
- 1982 – En kille med rouge - en tjej med mustasch
- 1988 – Det finns en röst som vill höjas i varje person